# Притула, Алёна Юрьевна
Алёна Юрьевна Притула (укр. Олена Юріївна Притула; род. 10 марта 1967 года) — украинская журналистка, соосновательница и владелица интернет-издания «Украинская правда». В 2000—2014 годах была также главным редактором издания. Журнал «Фокус» регулярно включает Алёну Притулу в рейтинг 100 самых влиятельных женщин Украины; в 2013 году она заняла 8-е место. Заслуженный журналист Украины (1999).

## Биография

### Начало карьеры
Алёна Притула родилась 10 марта 1967 года в городе Заволжье Горьковской области. Когда ей было 6 месяцев, её семья переехала в город Измаил Одесской области.
В 1989 году Притула окончила факультет автоматики и вычислительной техники Одесского политехнического института по специальности «Электроакустика и ультразвук», работала инженером. Вскоре переехала с мужем в Севастополь.
В 1991 году под влиянием мужа, занявшегося журналистикой, оставила работу инженера в НИИ и стала корреспондентом агентства УНИАР.
В 1993 году перешла в агентство «Интерфакс-Украина», где проработала до весны 2000 года.
С 1993 по 1995 год также работала стрингером агентства «Рейтер» в Крыму. В 1995 году переехала в Киев.
В 1996 году проходила стажировку в Университете Дьюка в Северной Каролине.
C 1995 по 2000 год освещала деятельность президента Украины Леонида Кучмы для «Интерфакса». В июле 1999 года получила звание заслуженного журналиста Украины.
В 2010 году на вопрос об этом звании в интервью она ответила:

Да, у меня есть эта награда. Наглости не пойти на церемонию награждения у меня хватило, мужества не принять эту награду, когда президент пришёл в самолёт и передал мне её при моих коллегах, у меня на тот момент не было. Но я ему сказала, что государство не может награждать журналистов. Для меня это точно не работа на государство и власть, для меня это работа для людей, как бы пафосно это ни звучало.

### «Украинская правда»
В декабре 1999 года Алёна Притула вместе с журналистами Сергеем Шолохом и Георгием Гонгадзе прибыла в Вашингтон с целью привлечь внимание властей США к притеснению свободы слова на Украине.
В апреле 2000 года Притула вместе с Георгием Гонгадзе основала интернет-издание «Украинская правда». Гонгадзе стал главным редактором, а Притула — его заместителем. Убийство Гонгадзе, который открыто протестовал против растущей государственной цензуры, привлекло международное внимание к состоянию свободы слова на Украине. Некоторые источники утверждают, что у Притулы был роман с женатым Гонгадзе с 1997 года. Именно её квартиру Гонгадзе покинул перед тем, как его в последний раз видели живым.
В 2003 году Алёна Притула получила стипендию Стэнфордского университета «The Knight Fellowship for journalists». С августа 2003 года по июнь 2004 года она изучала в Стэнфордском университете интернет-коммуникации и новые медиа-технологии по стипендиальной программе «Lyle and Corrine Nelson International Journalism Fellowship». Вскоре после её возвращения на Украину в 2004 году началась Оранжевая революция, в течение которой «Украинская правда» играла важную роль в предоставлении своевременной информации для публики в атмосфере цензурных ограничений.
Уже в 2005 году «Украинская правда» вышла на самоокупаемость, получая доход от рекламы. Впоследствии Притула дополнила «Украинскую правду» новостными сайтами, посвящёнными экономике, светской жизни, местным новостям, создав интегрированную интернет-медиа-группу. В октябре 2014 года Притула передала должность главреда «Украинской правды» Севгиль Мусаевой, оставшись в проекте в качестве ответственной за стратегию издания и спецпроекты.
20 июля 2016 года была взорвана машина Притулы, в которой находился и погиб её гражданский муж известный журналист Павел Шеремет (в момент взрыва её в машине не было).